# Circondario di Castroreale
Il circondario di Castroreale era uno dei tre circondari in cui era suddivisa la provincia di Messina, esistito dal 1861 al 1927.

## Storia
Con l'Unità d'Italia (1861) la suddivisione in province e circondari stabilita dal Decreto Rattazzi fu estesa all'intera Penisola.
Il circondario di Messina fu abolito, come tutti i circondari italiani, nel 1927, nell'ambito della riorganizzazione della struttura statale voluta dal regime fascista.

## Suddivisione
Nel 1863, la composizione del circondario era la seguente:
1. Mandanmento I di Barcellona Pozzo di Gotto
  - Barcellona Pozzo di Gotto, Merì
2. Mandamento II di Castroreale
  - Castroreale
3. Mandamento III di Francavilla di Sicilia
  - Francavilla di Sicilia, Gaggi, Malvagna, Moio Alcantara, Motta Camastra, Roccella Valdemone
4. Mandamento IV di Montalbano Elicona
  - Basicò, Montalbano Elicona
5. Mandamento V di Novara di Sicilia
  - Falcone, Furnari, Mazzarrà Sant'Andrea, Novara di Sicilia, Tripi
6. Mandamento VI di Savoca
  - Antillo, Casalvecchio Siculo, Forza d'Agrò, Limina, Locadi, Roccafiorita, Santa Teresa, Savoca
7. Mandamento VII di Taormina
  - Castelmola, Giardini, Graniti, Gallodoro, Mongiuffi, Taormina